# كلايتون كانو
كلايتون كانو هو لاعب كرة قدم برازيلي في مركز الهجوم، ولد في 17 مايو 1985 في ساو باولو في البرازيل. لعب مع نادي المغرب الفاسي ونادي جريميو مارينغا ونادي سيتي دي سيتيمبرو ونادي فولين لوتسك.

## وصلات خارجية
- كلايتون كانو على موقع اتحاد أوكرانيا (الإنجليزية)
- كلايتون كانو على موقع قاعدة بيانات كرة القدم.إي يو (الإنجليزية)
- كلايتون كانو على موقع Soccerway.com (الإنجليزية)
- كلايتون كانو على موقع عالم كرة القدم.نت (الإنجليزية)